# Kanton Carvin
Der Kanton Carvin ist seit 1790 ein französischer Wahlkreis im Arrondissement Lens, im Département Pas-de-Calais und in der Region Hauts-de-France. Sein Hauptort ist Carvin.

## Gemeinden
Der Kanton besteht aus drei Gemeinden mit insgesamt 36.173 Einwohnern (Stand: 1. Januar 2022) auf einer Gesamtfläche von 36,26 km²:
| Gemeinde      | Einwohner 1. Januar 2022 | Fläche km² | Dichte Einw./km² | Code INSEE | Postleitzahl |
| ------------- | ------------------------ | ---------- | ---------------- | ---------- | ------------ |
| Carvin        | 17.966                   | 21,03      | 854              | 62215      | 62220        |
| Courrières    | 10.160                   | 8,63       | 1.177            | 62250      | 62710        |
| Libercourt    | 8.047                    | 6,60       | 1.219            | 62907      | 62820        |
| Kanton Carvin | 36.173                   | 36,26      | 998              | 6221       | –            |

Bis zur Neuordnung bestand der Kanton Carvin aus dem zwei Gemeinden Carvin und Libercourt. 